# 血饮团
血饮团是自2022年以来活跃在缅甸中部曼德勒省的一支处决小队 。血饮团于2022年初出现，除了支持缅甸国防军和反对全国民主联盟之外，其意识形态仍不确定。自成立以来，该组织声称针对多起全国民主联盟成员和活动人士暗杀事件负责。

## 意识形态与基础
血饮团的意识形态可以被描述为支持军政府的极端民族主义。自由亚洲电台声称，该组织可能是多元化的，包括前骠绍梯民兵成员、缅甸爱国会的追随者、联邦巩固与发展党的支持者，以及因与缅甸国防军合作而被抵抗力量杀害的个人的家属。据半島電視台报道，该组织与极端民族主义佛教僧侣阿欣威拉杜有联系。血饮团的主要立场是支持缅军，并威胁要谋杀批评军政府的记者。
对血饮团的首次提及可以追溯到2022年4月21日，当时亲政府的社交媒体名人汉迎乌分享了该组织的一份声明，宣布开始“红色行动”。四天后，该组织开始在其Telegram频道上发布被谋杀的全国民主联盟成员的照片。

## 活动
血饮团主要活跃于缅甸中部的曼德勒省。它主要针对与全国民主联盟有关的个人及其家人，它主要针对与全国民主联盟有关的个人及其家庭成员，包括据称于2022年5月20日杀害了与民族团结政府一名可能支持者有关的两人。自成立以来，该组织已成为该国最令人恐惧的组织之一，超过了老派的骠绍梯民兵、内比都的“血诚”（သွေးသစ္စာ）组织、仰光的仰光惩戒者组织、卑谬镇的爱国联盟和德林达依省的“风筝”（စွန်ရဲ）组织。该组织声称对截至2022年6月2日超过14名全国民主联盟成员的谋杀负责，并在Telegram上组织并发布了其谋杀照片。到2023年5月，这个数字已增长到至少58名成员。
國家管理委員會否认与血饮团有任何联系，尽管人权活动人士辩称，根据该组织的训练，这种说法不太可能。2022年6月10日，《亚洲时报》报道称，该组织已蔓延至仰光和东枝。